# Novorossia TV

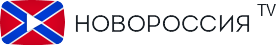
Federala staten Nya Rysslands flagga är även Novorossias tv-logo

Novorossia TV (ryska: Новороссия ТВ) är en ryskspråkig tv-kanal i den av Nya Ryssland ockuperade delen av östra Ukraina. Tv-kanal startade som en Internetkanal under sommaren 2014, men påbörjade analoga marksändningar 12 september och 19 december samma år inledde man även digitala tv-sändningar. Kanalen distribueras av flera kabeloperatörer och IPTV-leverantörer. Tv-kanalens huvudsakliga syfte är att med en prorysk infallsvinkel skildra händelserna i Nya Ryssland, men i motsättning till de andra utpräglade propaganda-kanalerna (Ukraine Today, UATV, RT och LifeNews) som skildra konflikten i östra Ukraina visar Novorossia TV även underhållningsprogram och amerikanska spelfilmer. 